# Darren Mann
Darren Mann (Vancouver, 4 de maio de 1989) é um ator, modelo e ex-jogador de hóquei estadunidense.

## Biografia e carreira
Filho da atriz canadense Lenore Mann, que ganhou notoriedade nos anos 80 ao atuar com Bill Paxton na série The Hitchhiker (O Carona), Darren começou a fazer curso de arte dramática aos 8 anos, por influência da mãe. Sua estreia ocorreu em 1998, num curta canadense chamado The Pusherman, inscrito no concurso anual de produções cinematográficas em Vancouver, na categoria "Film and Video Club".
Como a carreira competia com o hóquei no gelo, que praticava desde os quatro anos, Dann optou por abandonar o cinema pelo esporte, com o intuito de se profissionalizar. Foi estrela de nível júnior e entrou no ranking profissional quando assinou com a ECHL Evansville IceMen, até ser vendido para a Indiana Blizzard em 2009. Durante as temporadas que concorreu, entre 2010 e 2011, sofreu três lesões que o obrigaram a abandonar o esporte.
Com 22 anos, Dann retomou a carreira de ator e ingressou numa série de testes. A sua experiência como jogador lhe conferiu um papel de capitão de time no curta Stanley's Game Seven, o primeiro filme de hóquei em formato 3D, de Derik Murray, até ser aprovado para o papel de Stoner no episódio Limbo, de The Tomorrow People em 2013.
Em 2017 interpretou Shane, o protagonista de House of the Witch, e em 2018, o antagonista em Giant Little Ones.

## Filmografia
| Ano  | Titulo                                | Personagem      |
| ---- | ------------------------------------- | --------------- |
| 2012 | Stanley's Game Seven (curta-metragem) | Brad            |
| 2015 | Even Lambs Have Teeth                 | Travis          |
| 2016 | Windfall (curta-metragem)             | Wade            |
| 2016 | Hello Destroyer                       | Brendan Schultz |
| 2017 | The Samaritan (curta-metragem)        | Dominick        |
| 2017 | House of the Witch                    | Shane           |
| 2018 | Giant Little Ones                     | Ballas Kohl     |
| 2020 | Twisted Blues                         | Vladimir        |
| 2020 | Embattled                             | Jett Boykins    |

| Ano  | Titulo                         | Personagem            | Notas       |
| ---- | ------------------------------ | --------------------- | ----------- |
| 2013 | The Tomorrow People            | Stoner                | Série de TV |
| 2014 | Motive                         | Max Vaughn            | Série de TV |
| 2014 | Package Deal                   | Jordan                | Série de TV |
| 2014 | The 100                        | Boy Cavalheiro        | Série de TV |
| 2015 | Some Assembly Required         | Príncipe Mel          | Série de TV |
| 2015 | iZombie                        | Rapaz do Ensino Médio | Série de TV |
| 2015 | Supernatural                   | J.J. McKinley         | Série de TV |
| 2016 | Girlfriends' Guide to Divorce  | Kip                   | Série de TV |
| 2016 | Wayward Pines                  | Kyle                  | Série de TV |
| 2016 | Ice                            | Kenny                 | Série de TV |
| 2017 | Let the Right One In           | Lukas                 | Série de TV |
| 2017 | Imposters                      | Danny                 | Série de TV |
| 2017 | Van Helsing                    | Ryan                  | Série de TV |
| 2018 | Chilling Adventures of Sabrina | Luke                  | Série de TV |
| 2018 | Project Blue Book              | Billy                 | Série de TV |
| 2021 | Animal Kingdom                 |                       | Série de TV |